# Livin' Blues

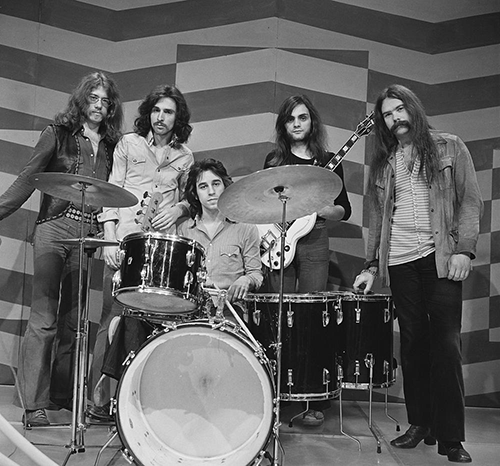
Livin' Blues in 1972

Livin' Blues was een bluesrockgroep uit Den Haag. Rond 1970 werd de band met Cuby + Blizzards gerekend tot de absolute top van de Nederlandse blueswereld.
De vaste kern bestond uit Ted Oberg (gitaar), John Lagrand (mondharmonica) en Nicko Christiansen (zang, geboren Dominicus Christiaan Jansen). Manager van de groep was de moeder van Ted, Françoise Oberg.

## Geschiedenis
De band wordt in 1967 opgericht door Ted Oberg. Na enkele bezettingswijzigingen wordt in 1968 de single Murphy McCoy (geschreven door George Kooymans) opgenomen met naast Oberg Cesar Zuiderwijk (drums), Gerard Strötbaum (basgitaar), Nicko Christiansen en John Lagrand. De laatste twee vormden eerder het bluesduo Indiscrimination. In deze bezetting verzorgt de band onder andere het voorprogramma van Fleetwood Mac in februari 1969 (optredens in onder andere Rijen, Rotterdam en Amsterdam).
Na een tweede single (You better watch yourself) Sonny Boy voor het Philips label wordt Strötbaum vervangen door Henk Smitskamp, die daarvoor in Willy & his Giants, The Motions en After Tea heeft gespeeld. Met de nieuwe bezetting wordt – wederom onder productionele leiding van Jaap Eggermont – de lp Hell's Session opgenomen. Het is een zeer sterk album, dat de vergelijking met platen van andere blanke blues bands als John Mayalls Bluesbreakers, Fleetwood Mac en Cuby + Blizzards glansrijk kan doorstaan.
In 1970 vertrekken Cesar Zuiderwijk (naar Golden Earring) en Henk Smitskamp (naar Sandy Coast). Hun vervangers zijn resp. Dick Beekman (ex-Cuby + Blizzards) en Ruud van Buuren (ex-Groep 1850). Hoewel de band nog steeds als bluesgroep kan worden aangemerkt beginnen invloeden van progressieve rock door te sijpelen op de tweede lp Wang Dang Doodle. Zo doet de gitaarriff uit het titelnummer denken aan Black Night van Deep Purple. Een ingekorte versie van dit nummer wordt op single uitgebracht en wordt een bescheiden hit. Het succes bezorgt de band optredens in heel Europa, van Engeland tot Italië.
In 1971 voltrekt zich een tragedie in het leven van Dick Beekman, die daardoor noodgedwongen de groep moet verlaten. Hij wordt vervangen door Johnny Lejeune (voorheen Blues Corporation, Jasper Mule/Island). Met hem wordt de lp Bamboozle opgenomen, waarvan L.B. Boogie een internationale hit wordt.
Hoewel de beroemde Engelse producer Mike Vernon (John Mayall, Fleetwood Mac, Focus) zich in 1972 na de overgang van Phonogram naar platenmaatschappij Ariola over de groep ontfermt, blijven de drummersperikelen voortduren. Op de lp Rockin' at the tweedmill drumt Arjen Kamminga, maar die moet enkele maanden later met rugklachten de band alweer verlaten. Op voorspraak van Vernon wordt Kenny Lamb van de Engelse bluesgroep Jellybread de nieuwe drummer. Hij is te horen op de lp Ram Jam Josey, die al nauwelijks als een bluesplaat kan worden aangemerkt. Het blijkt de laatste plaat van het gouden tijdperk van Livin' Blues te zijn, want in 1974 valt de groep uit elkaar. John Lagrand gaat spelen in de groep Water, Nicko Christiansen in Himalaya en Ruud van Buuren in Long Tall Ernie and the Shakers.
Ted Oberg voelt zich door het contract met Ariola gedwongen de band voort te zetten. Hij is dan ook de enige overgebleven LB'er die eind 1974 meedoet op de disco-hit Boogie Woogie Woman met zanger John Fredriksz (onder andere bekend van George Cash), Michiel Driessen op drums, Ronnie Meyes op gitaar en de teruggekeerde Henk Smitskamp op bas, die uit de opgeheven Shocking Blue overkomt. Althans die bezetting prijkt op de fotohoes, want als de band de single begin 1975 op tv gaat promoten blijken Meyes en Driessen verdwenen te zijn en doen Cor v.d. Beek (ex-drummer van Shocking Blue) en Paul Vink (ex-Finch, toetsen) mee. Op de lp Live 75 is laatstgenoemde alweer absent. Een jaar later op Blue Breeze (geproduceerd door John Sonneveld) is de voormalige Shocking Blue-ritmesectie vervangen door bassist André Reijnen (ex-Brainbox) en drummer Jacob van Heiningen (ex-Galaxis). Deze lp is de bestverkochte van de band en met name de populariteit in Polen stijgt tot grote hoogten.
In Nederland gaat het echter bergafwaarts en in 1978 zit de band zelfs zonder platencontract. Oberg blijft met diverse muzikanten doorrommelen tot 1980. Dan besluit hij Nicko Christiansen en John Lagrand terug te halen en samen met bassist Evert Willemstijn en drummer Boris Wassenbergh (ook wel bekend als Beau Wassenbergh, latere drummer van Cashmere en Boom Boom Manchini) richt hij zich weer op de bluesrock van een jaar of tien eerder. Livin' Blues is dan ook tijdens de Haagse Beatnach (13 juni 1980) een van de weinige nog bestaande bands en daardoor een van de meest professionele acts.
Oberg stopt in 1986 na bijna twintig jaar Livin' Blues. Christiansen probeert het in 1987 nog eens met de lp Livin' Blues Now met Joop van Nimwegen (gitaar), Aad van Pijlen (bas), Willem v.d. Wall (gitaar), Art Bausch (drums) en oudgediende John Lagrand.
In 1989 valt het doek voor Livin' Blues na de lp Snakedance definitief. Het gebruik van de naam blijft daarna een punt van discussie tussen (met name) Ted Oberg en Nicko Christiansen. Oberg noemt zijn band in de jaren 90 simpelweg Oberg. Christiansen speelt in die tijd in een band genaamd New Livin' Blues en sinds 2005 onder de naam Livin' Blues Xperience (LBX). Echter ditmaal zonder John Lagrand want die overlijdt in juni 2005 aan een hartstilstand.
Livin' Blues Xperience bestaat anno 2012 uit Nicko Christiansen (zang, saxofoon, percussie), Loek van der Knaap (gitaar), Jeroen van Niele (basgitaar), Kees van Krugten (drums) en Francois Spannenburg (mondharmonica). De bezetting van de band Oberg is in 2012 Liane Hoogeveen (zang), Mick Hup (gitaar), Nico Heilijgers (bas), Paul Damen (drums) en Ted Oberg (gitaar).

## Trivia
De grootste hits van Livin' Blues in Nederland zijn Wang-Dang-Doodle (1970) en L.B. Boogie (1972). Deze werden opgenomen in de Haagsche GTB Studio van Gerard Theo Bakker
De producer van de eerste Livin' Blues platen is Jaap Eggermont, ex-drummer van de Golden Earrings. Op die platen is Cesar Zuiderwijk de drummer van Livin' Blues en hij vervangt in juni 1970 Jaaps opvolger Sieb Warner in Golden Earring (die inmiddels de 's' hadden gedropt).
Het nummer One night blues is in drie verschillende versies uitgebracht: als B-kant van de single Sonny Boy, als lp-track op Hell's session en als demo op de cd Early blues sessions.
Livin' Blues was populair in Polen, met name als liveband op grote festivals.
John Lagrand en Nicko Christiansen spelen tussen 2003 en 2005 samen in de band Blues A Livin'.

## Discografie

### Albums
| Album met eventuele hitnotering(en) in de Nederlandse Album Top 100 | Datum van verschijnen | Datum van binnenkomst | Hoogste positie | Aantal weken | Opmerkingen                    |
| ------------------------------------------------------------------- | --------------------- | --------------------- | --------------- | ------------ | ------------------------------ |
| Hell's Session                                                      | 1969                  | -                     |                 |              |                                |
| Wang Dang Doodle                                                    | 1970                  | 13-02-1971            | 39              | 7            |                                |
| Bamboozle                                                           | 1972                  | -                     |                 |              |                                |
| Rocking At The Tweed Mill                                           | 1973                  | -                     |                 |              |                                |
| Ram Jam Josey                                                       | 1973                  | -                     |                 |              |                                |
| Live '75                                                            | 1975                  | -                     |                 |              |                                |
| Blue Breeze                                                         | 1976                  | -                     |                 |              |                                |
| Now                                                                 | 1987                  | -                     |                 |              |                                |
| Snakedance                                                          | 1989                  | -                     |                 |              |                                |
| A Blues Legend                                                      | 1992                  | -                     |                 |              | Verzamelalbum                  |
| The Early Blues Sessions                                            | 1993                  | -                     |                 |              | Demo's 1967-1969               |
| The First Five ( CD Box 5+1 )                                       | 2019                  | -                     |                 |              | 1e 5 CD's 1969-1973 + Bonus CD |

### Singles
| Single met eventuele hitnotering(en) in de Nederlandse Top 40 | Datum van verschijnen | Datum van binnenkomst | Hoogste positie | Aantal weken | Opmerkingen |
| ------------------------------------------------------------- | --------------------- | --------------------- | --------------- | ------------ | ----------- |
| Murphy McCoy / My sister Kate                                 | 1968                  | 14-09-1968            | tip             | -            |             |
| Sonny boy (You Better Watch Yourself) / One night blues       | 1969                  | 22-03-1969            | tip             | -            |             |
| Wang dang doodle / Crazy woman                                | 1970                  | 02-01-1971            | 10              | 8            |             |
| Black Lisa / Red river mountain                               | 1971                  | 19-06-1971            | 21              | 5            |             |
| L.B. Boogie / Johnny w.                                       | 1972                  | 17-02-1972            | 17              | 6            |             |
| Choice / Selection                                            | 1972                  | -                     |                 |              |             |
| Please don't leave me / Sweet Suzanne                         | 1972                  | -                     |                 |              |             |
| Poinsetta Petal / Gamble on                                   | 1973                  | -                     |                 |              |             |
| Boogie Woogie woman / Ricochet                                | 1974                  | 18-01-1975            | 13              | 7            |             |
| Shylina / That night                                          | 1977                  | 09-04-1977            | tip5            | -            |             |

### NPO Radio 2 Top 2000
| Nummer met noteringen in de NPO Radio 2 Top 2000 | '05  | '06  | '07  | '08  | '09  | '10  |
| ------------------------------------------------ | ---- | ---- | ---- | ---- | ---- | ---- |
| Wang Dang Doodle                                 | 1952 | 1474 | 1628 | 1888 | 1905 | 1976 |

1. ↑  Een vetgedrukt getal geeft de hoogste notering aan.
2. ↑  2005 was het eerste jaar met een notering voor dit nummer.
3. ↑  Deze tabel is bijgewerkt tot en met de laatste editie (2024).